# Distrito electoral de Weeping Water
Weeping Water Precinct es una subdivisión territorial del condado de Cass, Nebraska, Estados Unidos. Según el censo de 2020, tiene una población de 119 habitantes.
El estado de Nebraska está dividido en 93 condados. De ese total, 25 condados se dividen en townships y 63 se dividen en precintos (precincts), subdivisiones idénticas a los townships pero donde no existe Gobierno municipal. Cuatro condados no tienen municipios ni precintos.
Los datos de los precintos son mantenidos por la Oficina del Censo en coordinación con los Gobiernos de los condados a efectos exclusivamente estadísticos.

## Geografía
La subdivisión está ubicada en las coordenadas 40°50′58″N 96°10′7″O / 40.84944, -96.16861. Según la Oficina del Censo, tiene una superficie total de 42.24 km², de los cuales 42.13 km² corresponden a tierra firme y 0.11 km² están cubiertos de agua.

## Demografía
Según el censo de 2020, hay 119 personas residiendo en la zona. La densidad de población es de 2.82 hab./km². El 93.28% de los habitantes son blancos, el 0.84% es afroamericano y el 5.88% son de una mezcla de razas. Del total de la población, el 3.36% son hispanos o latinos de cualquier raza.